# آندره کوستین
آندره کوستین (به انگلیسی: Andrey Kostin) (زاده ۲۱ سپتامبر ۱۹۵۶) کارآفرین، بانکدار و مدیر ارشد اجرایی روسی است، که در حال حاضر به‌عنوان مدیر عامل اجرایی وی‌تی‌بی بانک فعالیت می‌کند.